# 宗夬
宗夬（456年—504年），字明敭，南陽涅陽人，南齊、南梁官员。从伯父宗悫，堂弟宗岳。
宗夬祖上在江陵居住，祖父宗炳在劉宋年間被征召為太子庶子，但宗炳不接受，享有盛名；父親宗繁曾為西中郎諮議參軍。宗夬年少勤學，有度量和才幹。成年後他被推荐為郢州秀才，歷任臨川王常侍、驃騎行參軍。南齊司徒、竟陵王萧子良在西邸聚集士人欣賞圖畫，宗夬也在場參與。永明年間，南齊與北魏和親，朝廷選拔他和尚書殿中郎任昉共同迎接魏國使節。
齊武帝嫡孫南郡王蕭昭業在西州居住，以宗夬管理書記，他以文章被知遇，又以品行端正獲讚許，於是有此任命。不久文惠太子蕭長懋去世，蕭昭業被立為皇太孫，宗夬仍管理書記。蕭昭業繼位後犯下許多过错，但他自此疏遠，出任秣陵縣令，遷官尚書都官郎。隆昌末年，蕭昭業被誅殺，以前的寵臣大多遭受灾祸，只有他和傅昭二人因以廉洁公正免祸。齊明帝即位，任命宗夬爲郢州治中，有名聲也稱職，之後他以年老辭官回鄉。南康王蕭績擔任荊州刺史，荐举他出任別駕。蕭衍起事，他遷官西中郎諮議參軍，仍然任職別駕。當時西部官位声望最高的只有他和同郡的樂藹、劉坦，獲得當地人信服，因此領軍將軍蕭穎胄相當依靠他，凡事都諮詢他的意見。蕭衍從雍州發兵，蕭穎胄派遣宗夬自楊口到雍州向蕭衍稟告計策車，並護送軍事物資，蕭衍對他十分禮遇。中興初年，他遷官御史中丞，適逢父親去世而离职。其後宗夬再被起用為冠軍將軍、衛軍長史。
南梁建立，宗夬在天監元年（502年）轉任征虜長史、東海太守，仍為將軍。次年（503年）征召為太子右衛率，同年冬天遷任五兵尚書。天監三年（504年）去世，虛歲四十九，子宗曜卿嗣。

## 引用
1. 1 2  《梁書·卷十九·列傳第十三》：宗夬字明敭，南陽涅陽人也，世居江陵。祖炳，宋時徵太子庶子不就，有高名。父繁，西中郎諮議參軍。
2. ↑  《梁書·卷十九·列傳第十三》：夬少勤學，有局幹。弱冠，舉郢州秀才，歷臨川王常侍、驃騎行參軍。齊司徒竟陵王集學士于西邸，並見圖畫，夬亦預焉。永明中，與魏和親，敕夬與尚書殿中郎任昉同接魏使，皆時選也。
3. ↑  《梁書·卷十九·列傳第十三》：武帝嫡孫南郡王居西州，以夬管書記，夬旣以筆札被知，亦以貞正見許，故任焉。俄而文惠太子薨，王爲皇太孫，夬仍管書記。及太孫卽位，多失德，夬頗自疏，得爲秣陵令，遷尚書都官郎。隆昌末，少帝見誅，寵舊多罹其禍，惟夬及傅昭以清正免。
4. ↑  《梁書·卷十九·列傳第十三》：明帝卽位，以夬爲郢州治中，有名稱職，以父老去官還鄉里。南康王爲荊州刺史，引爲別駕。義師起，遷西中郎諮議參軍，別駕如故。時西土位望，惟夬與同郡樂藹、劉坦爲州人所推信，故領軍將軍蕭穎胄深相委仗，每事諮焉。高祖師發雍州，穎胄遣夬出自楊口，面稟經略，並護送軍資，高祖甚禮之。中興初，遷御史中丞，以父憂去職。起爲冠軍將軍、衛軍長史。
5. ↑  《梁書·卷十九·列傳第十三》：天監元年，遷征虜長史、東海太守，將軍如故。二年，徵爲太子右衛率。是冬，遷五兵尚書，參掌大選。三年，卒，時年四十九。子曜卿嗣。

## 延伸阅读
[在维基数据编辑]
 《梁書·卷19》，出自姚思廉《梁書》